# Briançonnet (siège titulaire)
Le siège titulaire de Briançonnet est un siège titulaire de l'Eglise catholique, situé dans le territoire du diocèse de Digne, Riez et Sisteron.
Etabli en 2009, il restaure le siège historique de Briançonnet qui aurait précédé l'établissement du diocèse de Glandèves.

## Histoire
Il aurait précédé le diocèse de Glandèves, fondé au Ve siècle dans l'ancien village gauloise de Glanate (appelé Intervallis par les romains).
Pour certains historiens, un premier évêché a en effet été créé au Ve siècle à Briançonnet, qui avait obtenu le droit de cité dès 63, puis a été déplacé à Glandèves après que les destructions dues aux grandes invasions.
Il est restauré par Benoit XVI en janvier 2009 en tant que siège titulaire.

## Évêques

### Évêques titulaires
- Depuis 2018 : Jean-Marie Le Vert, évêque auxiliaire de Bordeaux et Bazas